# Gustavo Vicuña Salas
Gustavo Vicuña Salas es un ingeniero, empresario y dirigente gremial chileno, expresidente de la Cámara Chilena de la Construcción (CChC).
Estudió en el Saint George's College de la capital y luego ingeniería civil en la Universidad de Chile.
Su padre, formado en la misma profesión, pero en Alemania, había llegado al país a comienzos de la década de 1930, iniciando una larga carrera en el aparato estatal que lo llevaría a ocupar la gerencia general de la Corporación de Fomento de la Producción (Corfo).
Entre sus compañeros de universidad destaca Jorge Cauas, quien después sería ministro de Hacienda del general Augusto Pinochet.
Apenas recibido, formó junto a Jorge Claro y Andrés Valenzuela la empresa constructora Claro, Vicuña, Valenzuela, la cual, con los años, llegaría a transformarse en una de las principales del país andino.
En 1961 se incorporó a la CChC en la ciudad de Concepción y catorce años después ocupó la presidencia de la entidad. Entre otros hitos, le correspondió participar en la fundación y presidir la AFP Habitat y la compañía de seguros de vida La Construcción. También fue presidente de la Asociación de AFP de Chile.
En el Colegio de Ingenieros de Chile fue un miembro destacado desde su incorporación, llegando a ser socio vitalicio.
Contrajo matrimonio con Gloria Molina Spoerer con quien tuvo cinco hijos, de los cuales cuatro estudiaron ingeniería.